# Pi Orionis
Pi Orionis (π Ori, π Orionis) és un grup d'estrelles bastant disperses a la constel·lació d'Orió que constitueixen l'asterisme de l'escut d'Orió o l'arc d'Orió.
Formen una excepció a la regla general segons la qual els estels que comparteixen la mateixa nomenclatura de Bayer estan molt a prop: π1 està gairebé 9° al nord de π6 (Tau Eridani n'és un exemple encara més notori).
- π¹ Ori (7 Orionis)
- π² Ori (2 Orionis)
- π3 Ori (1 Orionis)
- π4 Ori (3 Orionis)
- π⁵ Ori (8 Orionis, forma una parella visual amb 5 Orionis)
- π⁶ Ori (10 Orionis)